# Emen (arie protejată)
Emen este o arie protejată (arie specială de conservare — SAC, sit de importanță comunitară — SCI) din Bulgaria întinsă pe o suprafață de 490,99 ha, integral pe uscat.

## Localizare
Centrul sitului Emen este situat la coordonatele 43°08′42″N 25°22′23″E / 43.145°N 25.3731°E.

## Înființare
Situl Emen a fost declarat sit de importanță comunitară în martie 2007 pentru a proteja 1 specie de plante și 28 de specii de animale. Situl a fost protejat și ca arie specială de conservare în august 2020.

## Biodiversitate
Situată în ecoregiunea continentală, aria protejată conține 11 habitate naturale: Cursuri de apă de la nivel de câmpie la nivel montan, cu vegetație Ranunculion fluitantis și Callitricho-Batrachion, Pajiști carstice calcaroase sau bazofile, de Alysso-Sedion albi, Pajiști uscate seminaturale și facies de acoperire cu tufișuri pe substraturi calcaroase (Festuco-Brometalia) (* situri importante pentru orhidee), Pajiști stepice subpanonice, Izvoare petrifiante cu formare de travertin (Cratoneurion), Pante stâncoase calcaroase cu vegetație casmofită, Peșteri inaccesibile publicului, Păduri aluvionare cu Alnus glutinosa și Fraxinus excelsior (Alno-Padion, Alnion incanae, Salicion albae), Păduri panonice cu Quercus pubescens, Păduri panonice-balcanice de stejar turcesc - stejar sesil, Păduri de tei argintiu moezice.
La baza desemnării sitului se află mai multe specii protejate:
- plante (1): Himantoglossum caprinum
- amfibieni (2): buhai de baltă cu burta roșie (Bombina bombina), Triturus karelinii
- mamifere (14): liliac cârn (Barbastella barbastellus), vidră de râu (Lutra lutra), liliac cu aripi lungi (Miniopterus schreibersii), liliac cu urechi de șoarece (Myotis blythii), liliac cu picioare lungi (Myotis capaccinii), liliac cărămiziu (Myotis emarginatus), liliac comun (Myotis myotis), liliacul cu potcoavă a lui blasius (Rhinolophus blasii), liliacul mediteranean cu potcoavă (Rhinolophus euryale), liliacul mare cu potcoavă (Rhinolophus ferrumequinum), liliacul mic cu potcoavă (Rhinolophus hipposideros), liliacul cu potcoavă a lui méhely (Rhinolophus mehelyi), popândău (Spermophilus citellus), dihor pătat (Vormela peregusna)
- nevertebrate (6): croitorul mare al stejarului (Cerambyx cerdo), Euplagia quadripunctaria, rădașcă (Lucanus cervus), croitorul cenușiu al stejarului (Morimus funereus), Theodoxus transversalis, Unio crassus
- pești (2): Barbus meridionalis, porcușor de vad (Romanogobio uranoscopus)
- reptile (4): Elaphe sauromates, țestoasa de baltă (Emys orbicularis), Testudo graeca, țestoasă bănățeană (Testudo hermanni)

Pe lângă speciile protejate, pe teritoriul sitului au mai fost identificate 2 specii de plante, 3 specii de amfibieni, 7 specii de mamifere, 4 specii de nevertebrate, 1 specie de pești, 9 specii de reptile.